# Ekkehard Kaufmann
Ekkehard Kaufmann (* 17. Februar 1923 in Frankfurt am Main; † 26. Juni 2010 in Marburg) war ein deutscher Jurist, Rechtshistoriker und Hochschullehrer an der Philipps-Universität Marburg.

## Leben
Kaufmann wurde am 17. Februar 1923 als Sohn zweier Naturwissenschaftler geboren. Im Zweiten Weltkrieg kämpfte er als Soldat in Russland, geriet aber in amerikanische Kriegsgefangenschaft. Nach seiner Rückkehr studierte Kaufmann zunächst Geschichte, Germanistik und Philosophie an der Universität Frankfurt. Dort promovierte er 1950 unter Paul Kirn zum Dr. phil. Darauf schloss Kaufmann ein Studium der Rechtswissenschaften an. 1956 erwarb er einen Doktortitel in den Rechtswissenschaften. Zwei Jahre später habilitierte er sich, ebenfalls in Frankfurt.
In der Folge war Kaufmann als Privatdozent und als Rechtsanwalt tätig, 1963 wurde er zum außerplanmäßigen Professor in Frankfurt am Main ernannt. Seine erste und einzige ordentliche Professur hatte er ab 1965 an der Universität Marburg inne. Dort forschte und lehrte er bis zu seiner Emeritierung 1991. 1992 schloss er sich einer Marburger Rechtsanwaltskanzlei an, bei der er bis ins Jahr 2004 tätig war.
Kaufmanns Forschungsschwerpunkte lagen insbesondere in der deutschen Rechtsgeschichte, im Bürgerlichen Recht, Handelsrecht und im Kirchenrecht. Größere Bekanntheit erlangte Kaufmann als Mitbegründer des Handwörterbuchs zur deutschen Rechtsgeschichte.

## Werke (Auswahl)
- Geschichte und Verfassung der Reichsdörfer Soden und Sulzbach. 2. Auflage. Lauck, Flörsheim 1981, OCLC 932887243 (Erstausgabe:  1951, Dissertation phil.).
- Die Erfolgshaftung. Untersuchungen über die strafrechtliche Zurechnung im Rechtsdenken des frühen Mittelalters (= Frankfurter wissenschaftliche Beiträge. Band 16). Vittorio Klostermann, Frankfurt am Main 1958, OCLC 6252973 (Dissertation iur.).
- Aequitatis iudicium, Königsgericht und Billigkeit in der Rechtsordnung des frühen Mittelalters. Vittorio Klostermann, Frankfurt am Main 1959.
- Adalbert Erler, Ekkehard Kaufmann, Dieter Werkmüller (Hrsg.): Handwörterbuch zur deutschen Rechtsgeschichte [HRG]. Band 5. Erich Schmidt, Berlin 1998, ISBN 3-503-00015-1 (unter philologischer Mitarbeit von Ruth Schmidt-Wiegand, Mitbegründet von Wolfgang Stammler).